# Kleine breedbandhuismoeder

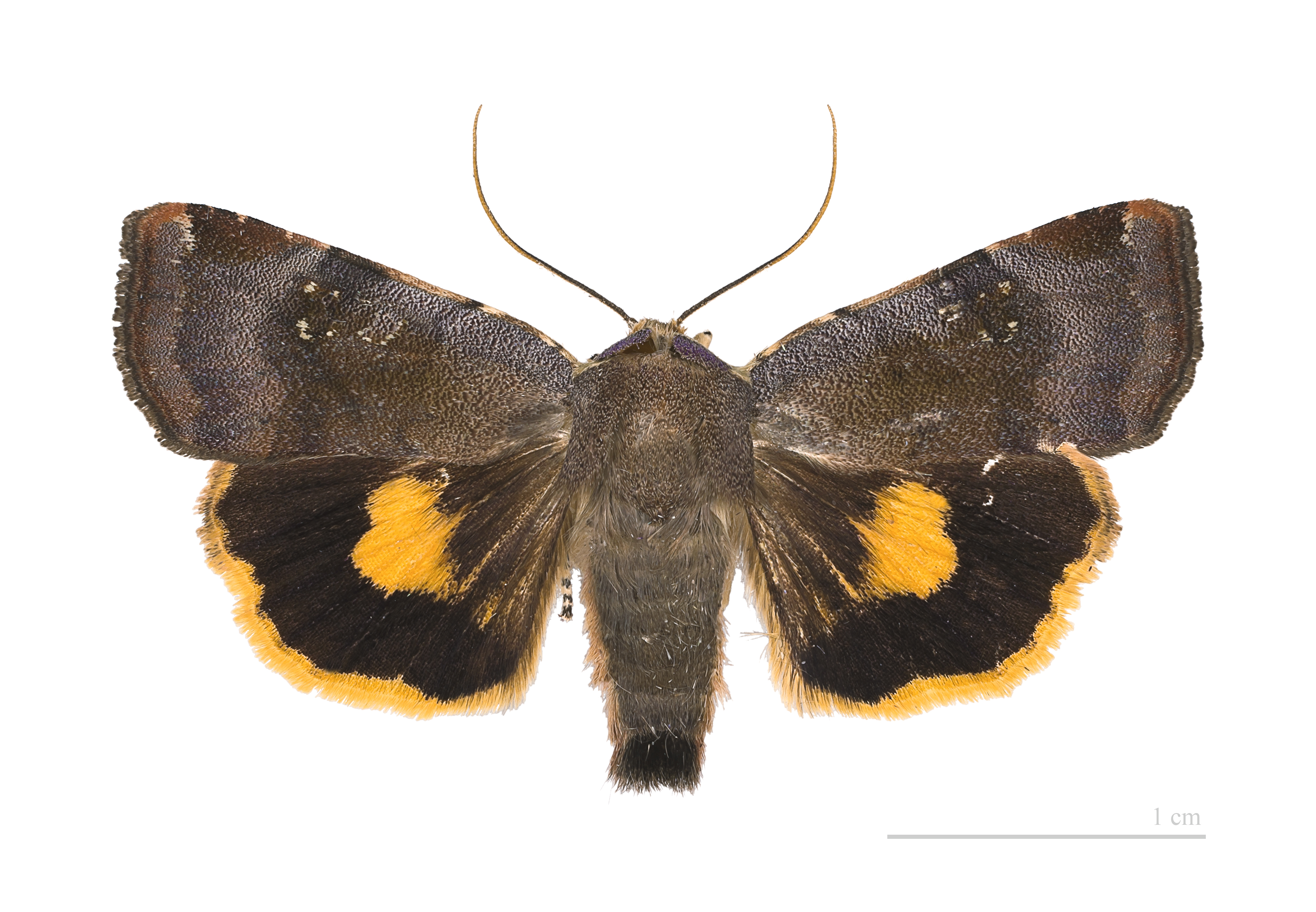

De kleine breedbandhuismoeder (Noctua janthina) is een nachtvlinder uit de familie Noctuidae (uilen). De voorvleugellengte bedraagt tussen de 16 en 20 millimeter. De vlinders zijn soms overdag actief. De imago lijkt sterk op de open-breedbandhuismoeder (N. janthe), en is vooral aan de achtervleugels en de onderkant van de voorvleugels te herkennen. Sommige auteurs beschouwen de twee soorten echter als een. De soort komt voor in Europa. Hij overwintert als rups.

## Waardplanten
De kleine breedbandhuismoeder heeft als waardplanten allerlei loofbomen, struiken en kruidachtige planten.

## Voorkomen in Nederland en België
De kleine breedbandhuismoeder is in Nederland en België een algemene soort, die verspreid over het hele gebied kan worden gezien. De vlinder kent één generatie die vliegt van eind juni tot in september.